# Gélose PCB
 (avril 2025).
Si vous disposez d'ouvrages ou d'articles de référence ou si vous connaissez des sites web de qualité traitant du thème abordé ici, merci de compléter l'article en donnant les références utiles à sa vérifiabilité et en les liant à la section « Notes et références ».
 (novembre 2022).
Pour les articles homonymes, voir PCB.
Le PCB est un milieu de culture gélosé permettant de mettre en évidence des chlamydospores de Candida albicans.

## Composition
[style à revoir]
- carottes 20,0 g
- pommes de terre 20,0 g
- bile de bœuf 150 ml
- agar 25.0 g

- pH 7.2

## Mise en œuvre
Couler le milieu en petites boites. Faire une strie de la souche et recouvrir d'une lamelle stérile. Incuber à 28-30 °C
Observer au microscope après 48 à 72 heures.

## Sources
- Microbiologie technique tome1 (dictionnaire des techniques)de Jean-noël JOFFIN et Guy LEYRAL